# Hollis Dow Hedberg
Hollis Dow Hedberg (Falun, Kansas, 29 de maio de 1903 — Princeton, 14 de agosto de 1988) foi um geólogo norte-americano.
Era um especialista em estratigrafia e em exploração de petróleo.
Obteve sua graduação pela Universidade de Kansas, seu mestrado pela Universidade Cornell e seu doutorado pela Universidade de Stanford.
Lecionou na Universidade Princeton de 1959 até a sua aposentadoria em 1971.
Foi laureado com a Medalha Wollaston pela Sociedade Geológica de Londres em 1975 e também com a medalha Medalha Mary Clark Thompson  da National Academy of Sciences em 1973.
Hollis Hedberg recebeu ainda outras homenagens durante sua carreira.
Medalla de Honor de la Instruction Publica pelo Governo da Venezuela, em  1941 (primeiro estrangeiro a receber e seu primeiro prêmio) em reconhecimento à contribuição para a geologia venezuelana; AAPG Sidney Powers Medal and the University of Kansas Distinguished Service Award em 1963; Geological Society of London William Smith Lecture em 1970; AAPG President's Award, e a honra da Universidade de Princeton Conference on Petroleum and Global Tectonic em 1972; AAPG Human Needs Award em 1973;
Doutor Honoris Causa, Universidade de Uppsala, Suécia, 1977; A Medalha Penrose pela Geological Society of America em 1980; Honorário da AAPG 1981 Hedberg Research Conference em Galveston, Texas; A AGI Ian Campbell Medal e a Louisiana State University Hollis D. Hedberg Award em Energy em 1983;
A AGI William Heroy Jr. Award em 1987. Ele foi ainda premiado honorário membro na Sociedad Scientifica Matematica, Fisica y Natural de Venezuela in 1941, na Geological Society of London em 1957, na Asociacion Venezolana de Geologia, Mineria y Petroleo em 1959, Geological Society of Stockholm em 1960, e The Danish Royal Academy of Sciences and Letters em 1970.